# Caridad
Caridad est un village du Honduras, situé dans le département de Valle.

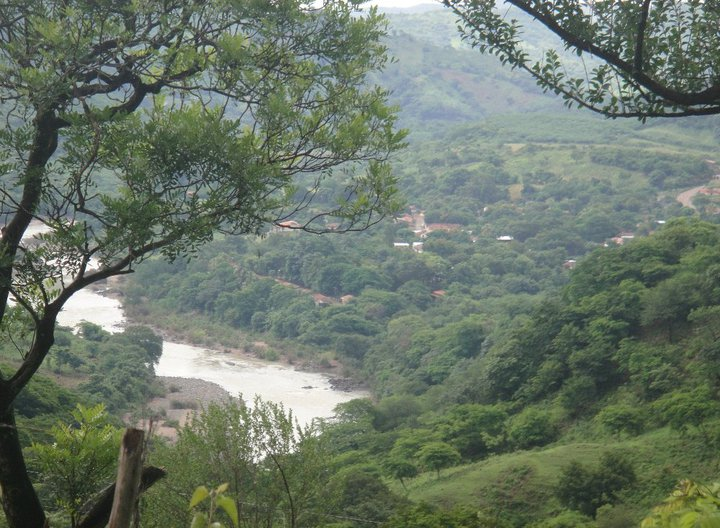
Vue de la ville de Caridad, depuis la rue interurbaine qui y mène.